# Neustift bei Schlaining
Neustift bei Schlaining (ungarisch szalónakujtelek) ist ein Ortsteil der Marktgemeinde Mariasdorf im Burgenland, Bezirk Oberwart, Österreich.
In einer Urkunde von 1388 wurde ein kleines Dorf namens "Hoffh" (Hof) erwähnt, das mit ziemlicher Sicherheit im Gemeindegebiet des Ortes Neustift gelegen war. Dieses Dorf wurde im Türkenzug von 1532 dem Erdboden gleichgemacht. Von der Herrschaft Bernstein wurde an der Stelle des zerstörten Ortes ein neues Dorf namens Neustift gegründet (neu gestiftet), welches aus "drei Häusern und einer Mühle" bestand und in einem Urbar aus dem Jahr 1569 erstmals urkundlich aufscheint. Von 1659 bis 1854 war die Ortschaft die überwiegende Zeit Teil der Herrschaft Pinkafeld. Das frühere Schulhaus der Gemeinden Bergwerk, Neustift und Sulzriegel steht in Neustift und wurde im Jahr 1889 eingeweiht.
Am 1. Jänner 1971 wurden die Gemeinden Bergwerk, Grodnau, Mariasdorf,
Neustift bei Schlaining und Tauchen zur neuen Gemeinde Mariasdorf vereinigt.

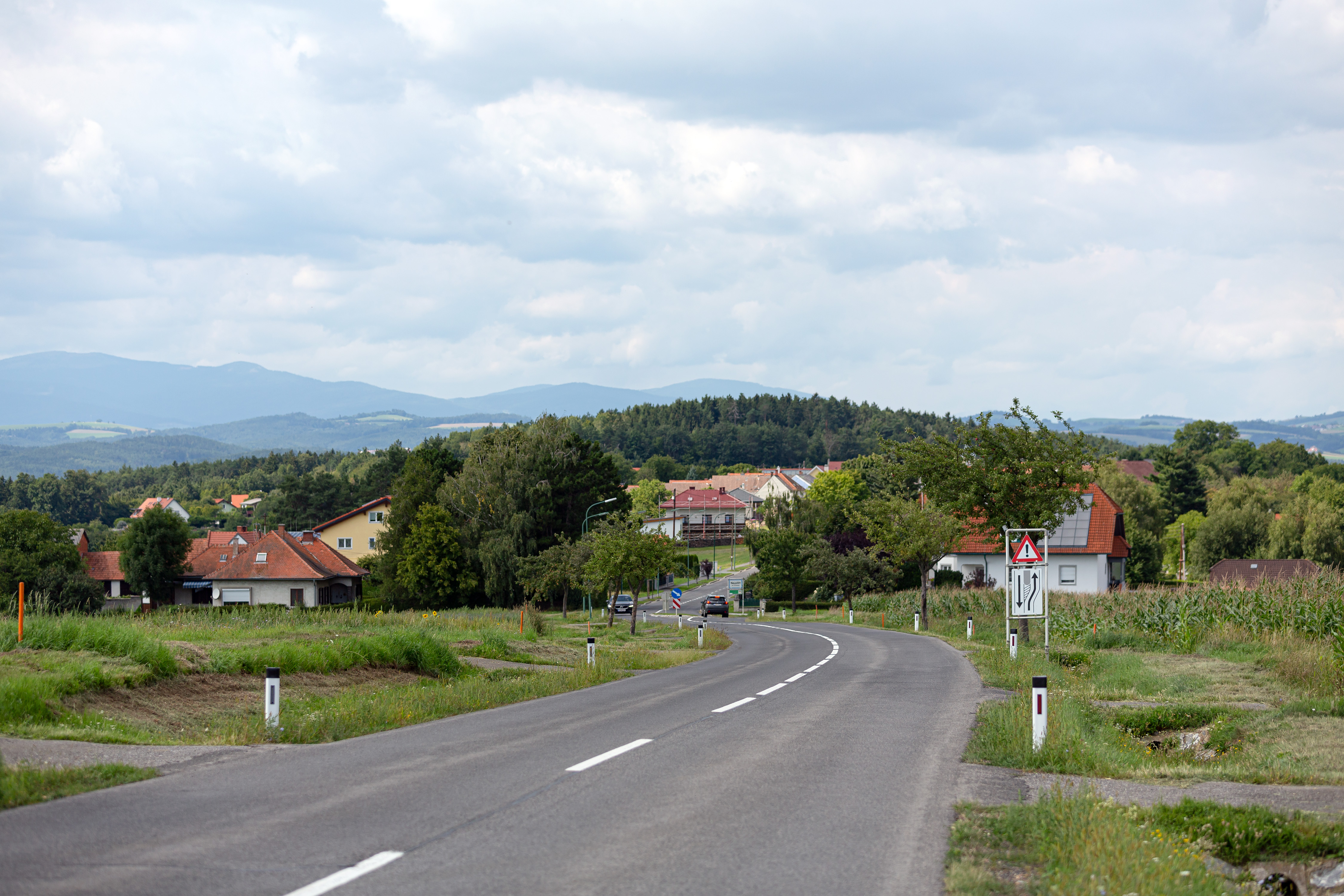
Ortseinfahrt von Süden
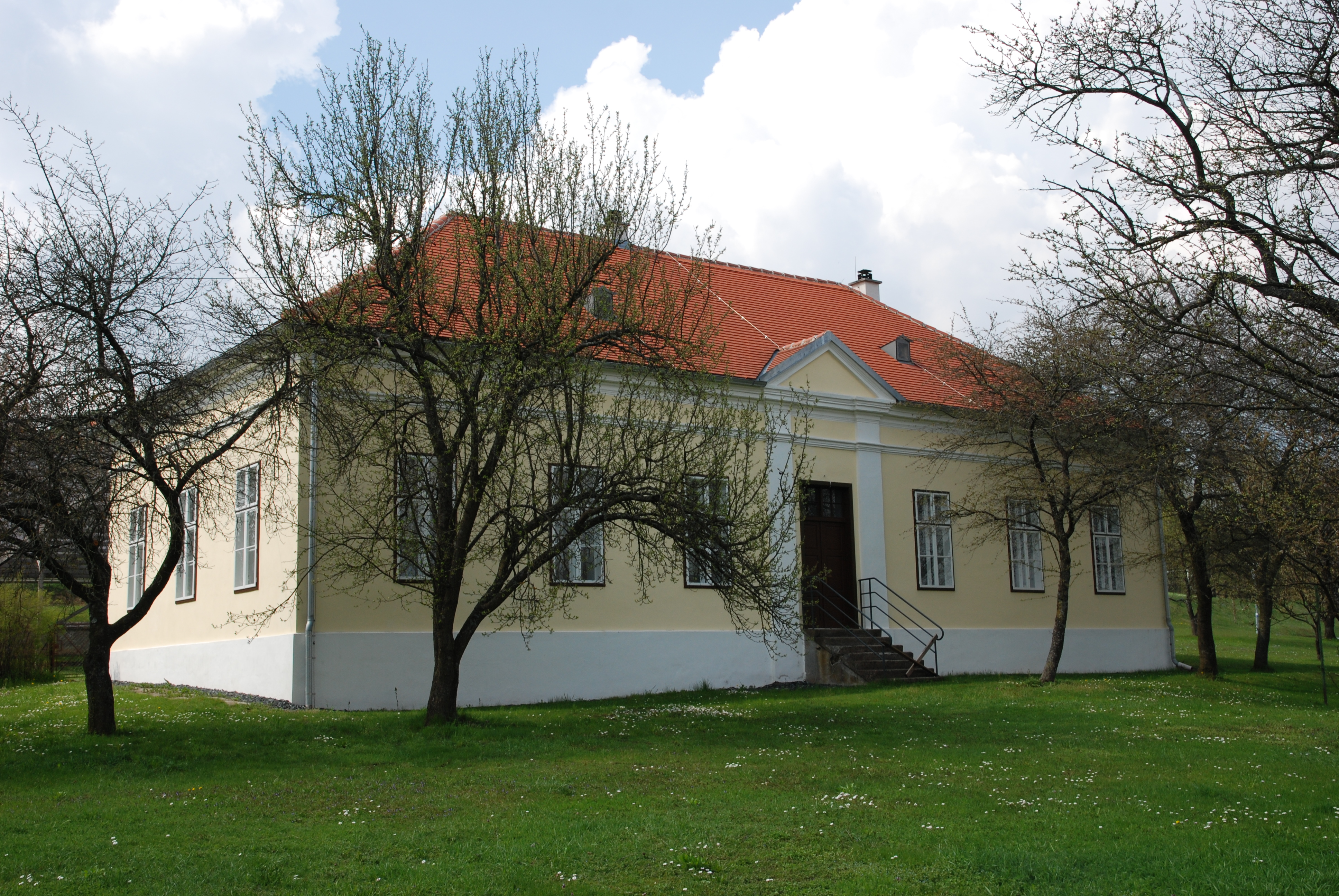
Evangelisches Bethaus
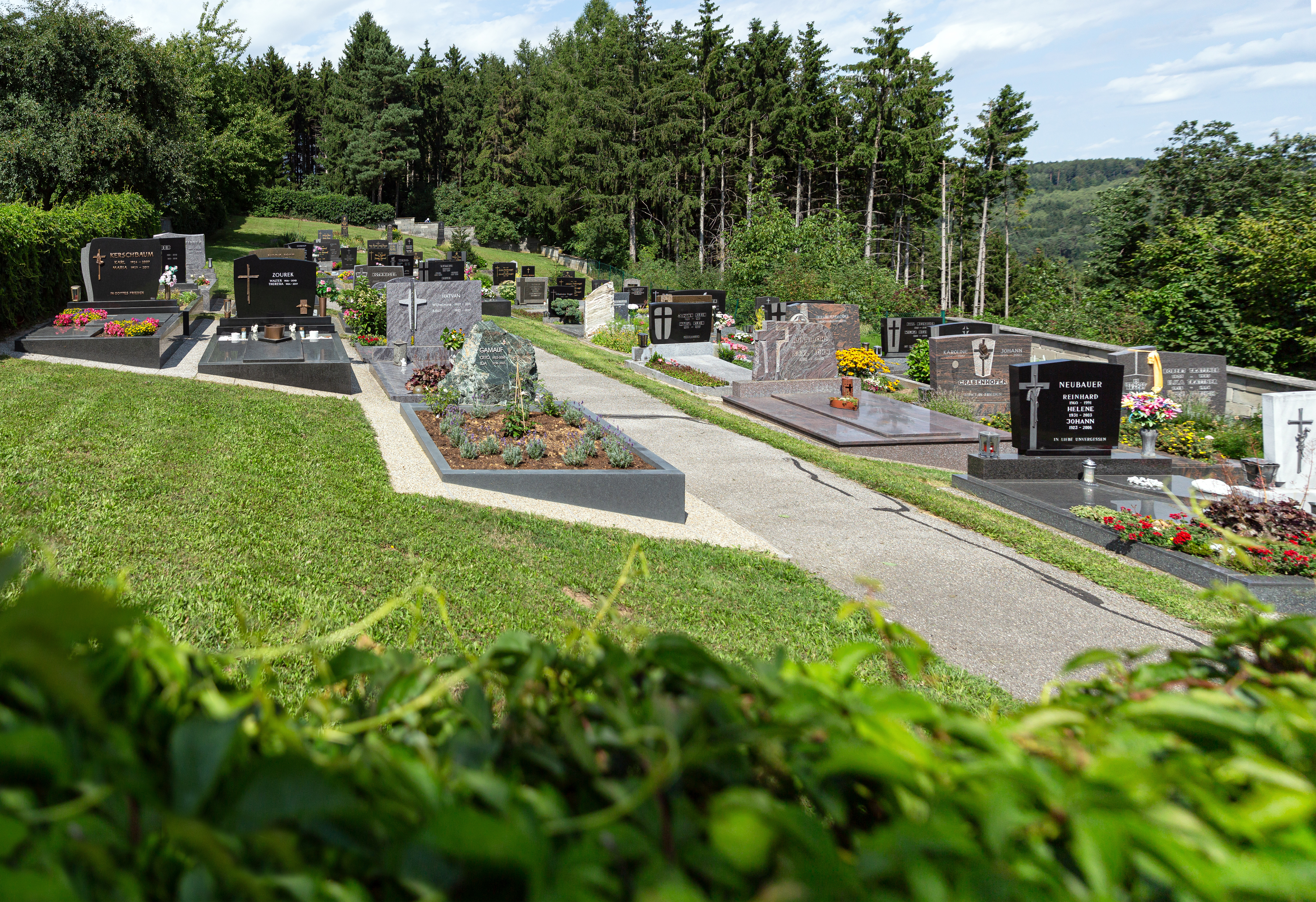
Friedhof